# Jadwiga Modrzejewska
Jadwiga Modrzejewska z d. Gałczyńska (ur. 10 października 1916 w Kaliszu, zm. 26 maja 2006 w Duchnicach) – polska społeczniczka i filantropka.  

## Życiorys
Urodziła się 10 października 1916 w Kaliszu. Była dzieckiem Antoniego Gałczyńskiego i Zofii Tarasiewicz. 30 października 1946 w Krakowie wzięła ślub z Zenonem Modrzejewskim. W 1948 odziedziczyła Pałac w Duchnicach po swojej ciotce Marii Dunajewskiej z d. Gałczyńskiej i przeprowadziła się pod Warszawę. Administrowała 50 hektarami majątku. W 1957 w parterowej części Pałacu w Duchnicach udostępniła pomieszczenia na przedszkole, które działało tam do roku 2000.
Przez 45 lat pełniła funkcję społecznego opiekuna osób potrzebujących pomocy – biednych i chorych. Jadwiga Modrzejewska chętnie uczestniczyła w spotkaniach z młodzieżą opowiadając o historii i miłości do ojczyzny. Ze swoim mężem nie doczekali się dzieci. Zmarła 26 maja 2006 w Duchnicach. Przeżyła blisko 90 lat. Została pochowana na cmentarzu w Żbikowie.
17 listopada 2009 Rada Miejska w Ożarowie Mazowieckim podjęła uchwałę 391/09 o nadaniu drodze w Duchnicach nazwy Jadwigi Modrzejewskiej.